# 1. Armee (Wehrmacht)
La 1ª Armata della Wehrmacht (in tedesco: 1. Armee) fu un'armata dell'Esercito tedesco attiva durante la Seconda guerra mondiale che venne creata nel 1939 e fu impiegata sul fronte occidentale, dove fu distrutta nel maggio del 1945.

## Storia
L'armata fu istituita il 26 agosto 1939 e fu schierata sul confine con la Francia. Durante la campagna di Francia, si trovava nell'Heeresgruppe C ed oltrepassò la linea Maginot il 14 giugno 1940 a sud di Saarbrücken e il 19 giugno a nord di Wörth. Dopo lo sfondamento, il 21 giugno 1940 sconfisse il nemico sulla Mosella e nei Vosgi. Dopo la fine della campagna rimase in Francia, come forza di occupazione per difendere la costa atlantica fino al maggio 1942. Dal 1° agosto 1944 si ritirò sulla Loira e a Metz, per poi essere impiegata in una guerra di trincea in Lorena. A metà dicembre 1944 si trovava tra la Saar e il Reno e nel marzo 1945 fu circondata vicino a Kaiserslautern, ma riuscì a sfondare l'accerchiamento per poi ritirarsi sul Danubio, dove fu distrutta a Monaco di Baviera.

## Ordine di battaglia
1. Armee 1º settembre 1939
- IX. Armeekorps
- XII. Armeekorps
- 75. Infanterie-Division
- 209. Infanterie-Division
- 214. Infanterie-Division
- 223. Infanterie-Division
- 231. Infanterie-Division
- 246. Infanterie-Division

1. Armee 8 giugno 1940
- XII. Armeekorps
- XXIV. Armeekorps
- XXX. Armeekorps
- 79. Infanterie-Division
- 168. Infanterie-Division
- 197. Infanterie-Division
- 198. Infanterie-Division

1. Armee 7 agosto 1940
- XXXVI. Armeekorps
- XII Armeekorps
- XXIV. Armeekorps

1. Armee 1º marzo 1941
- XXXXIX. Gebirgs-Armeekorps
- XXXXI. Armeekorps
- XXVII. Armeekorps
- XI. Armeekorps

1. Armee 1º maggio 1941
- XXVII. Armeekorps

1. Armee 20 gennaio 1942
- VIII. Armeekorps
- 23. Panzer-Division

1. Armee 1° agosto 1942
- LXXX. Armeekorps
- 715. Infanterie-Division

1. Armee 8 novembre 1942
- LXXX. Armeekorps
- 7. Panzer-Division

1. Armee 7 luglio 1943
- LXXX. Armeekorps
- LXXXVI. Armeekorps
- 334. Infanterie-Division
- 14. Panzer-Division
- 10. SS-Panzer-Division

1. Armee 12 giugno 1944
- LXXX. Armeekorps
- LXXXVI. Armeekorps
- 11. Panzer-Division

1. Armee 15 agosto 1944
- LXXXI. Armeekorps
- LXIV. Armeekorps

1. Armee 16 settembre 1944
- LXXX. Armeekorps
- LXXXII. Armeekorps
- XIII. SS-Armeekorps

1. Armee 11 novembre 1944
- LXXXII. Armeekorps
- XIII. SS-Armeekorps
- LXXXIX. Armeekorps
- 11. Panzer-Division

1. Armee 26 novembre 1944
- LXXXII. Armeekorps
- XIII. SS-Armeekorps
- LXXXIX. Armeekorps
- 553. Volksgrenadier-Division
- 245. Infanterie-Division
- 256. Infanterie-Division

1. Armee 31 dicembre 1944
- LXXXII. Armeekorps
- XIII. SS-Armeekorps
- LXXXX. Armeekorps
- 36. Volksgrenadier-Division
- 559. Volksgrenadier-Division
- 17. SS. Panzergrenadier-Division
- 25. Panzergrenadier-Division
- 21. Panzer-Division
- 526. Reserve-Division

1. Armee 13 marzo 1945
- LXXXII. Armeekorps
- LXXXV. Armeekorps
- XIII. SS-Armeekorps
- XXXX. Armeekorps

1. Armee 30 aprile 1945
- LXXXII. Armeekorps
- XIII. SS-Armeekorps
- XIII. Armeekorps[1]

## Comandanti
- Generalfeldmarschall Erwin von Witzleben (26 agosto 1939 - 24 ottobre 1940)
- Generaloberst Johannes Blaskowitz (24 ottobre 1940 - 3 maggio 1944)
- General der Panzertruppen Joachim Lemelsen (3 maggio 1944 - 4 giugno 1944)
- General der Infanterie Kurt von der Chevallerie (4 giugno 1944 - 5 settembre 1944)
- General der Panzertruppen Otto von Knobelsdorff (6 settembre 1944 - 30 ottobre 1944)
- General der Infanterie Kurt von Tippelskirch (31 ottobre 1944 - 11 novembre 1944)
- General der Panzertruppen Otto von Knobelsdorff (11 novembre 1944 - 30 novembre 1944)
- General der Infanterie Hans von Obstfelder (30 novembre 1944 - 28 febbraio 1945)
- General der Infanterie Hermann Foertsch (28 febbraio 1945 - 6 maggio 1945)
- General der Kavallerie Rudolf Koch-Erpach (6 maggio 1945 - maggio 1945)[1]